# Ahasverus Fritsch

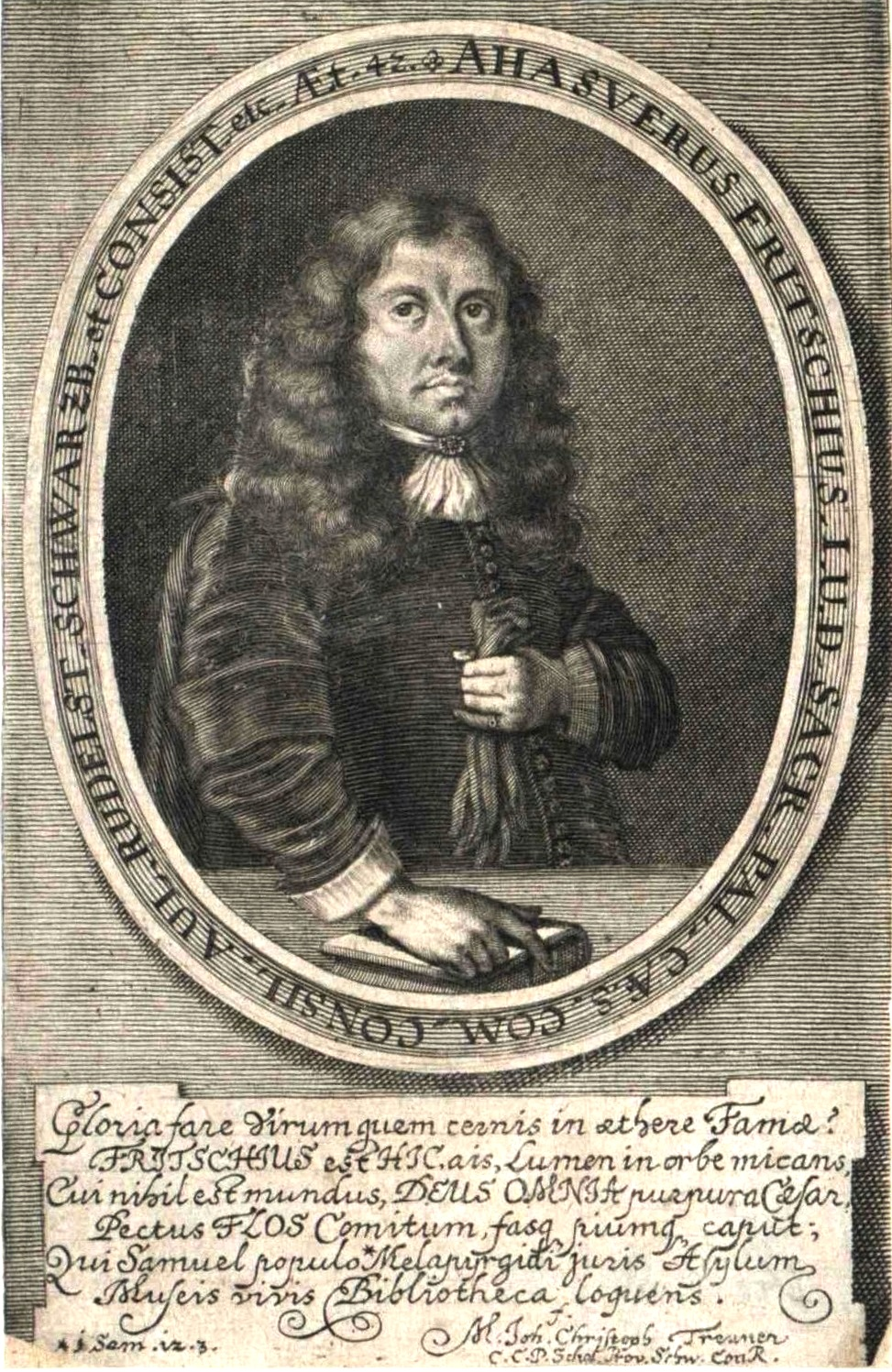
Ahasverus Fritsch im Alter von 42 Jahren

Ahasverus Fritsch (* 16. Dezember 1629 in Mücheln; † 24. August 1701 in Rudolstadt) war ein deutscher Jurist und Kirchenlieddichter der Barockzeit.

## Leben
Fritsch war ein Sohn des Müchelner Bürgermeisters. 1631 sah sich die Familie zur Flucht gezwungen, als die Stadt niedergebrannt wurde. Später besuchte er das Gymnasium in Halle (Saale), und 1650 immatrikulierte er sich an der juristischen Fakultät der Universität Jena. 1657 wurde er von Graf Albert Anton von Schwarzburg-Rudolstadt zum Hofmeister ernannt. Unter den seiner Erziehung anvertrauten Kindern befand sich auch die spätere Kirchenliederdichterin Aemilie Juliane von Schwarzburg-Rudolstadt, deren dichterische Entwicklung er durch das eigene Vorbild beeinflusste.
In seiner juristischen Karriere brachte er es 1665 zum Kanzleidirektor und 1687 zum Kanzler des kleinen Landes Schwarzburg-Rudolstadt. Als erster deutscher Rechtswissenschaftler befasste er sich mit der Gefahr der Beeinflussung des Volks durch die Presse. Neben einer großen Zahl juristischer Veröffentlichungen verfasste er religiöse Erbauungsschriften und Kirchenlieder. Hierbei pflegte er Austausch mit dem Kirchenlieddichter Johann Hoffmann. Seine Strophe „Wie herrlich ist die neue Welt“ wird im Oratorium Der Tod Jesu von Carl Heinrich Graun vertont.

## Werke (Auswahl)
- De mendicantibus validis.  Jena 1659
- 121 neue himmelsüsse Jesuslieder.  1668
- Tractatus Nomico-Politicus [...] Von Zünft- und Jnnungs-Recht. Müller, Freyschmidt, Naumburg u. Rudolstadt 1669. Digitalisat und Volltext im Deutschen Textarchiv
- Schöne Himmelslieder.  1670
- Tractatus De Typographis, Bibliopolis, Chartariis, Et Bibliopegis. Hamburgi. 1675, Online-Ausgabe der Sächsischen Landesbibliothek – Staats- und Universitätsbibliothek Dresden.
- Discursus de novellarum ... usu et abusu. 1676; dt. u.d.T. „Gebrauch und Missbrauch der Zeitungen“, in: Die ältesten Schriften für und wider die Zeitungen, hg. K. Kurth. 1944
- o. V.: Regeln, Der neuen geistlich-fruchtbringenden Jesus-Gesellschafft : Zur Ehre Gottes aufgerichtet Jm Jahr 1676. O. O. [Rudolstadt] O. J. [1676]
- Liebster Immanuel, Herzog der Frommen. 1679, sechsstrophiges Kirchenlied, von Johann Sebastian Bach in seiner gleichnamigen Choralkantate BWV 123 zu Epiphanias vertont
- Was gehet es dich an? Emmrich, Regensburg 1686. Digitalisat
- Opuscula juris publici & privati.  Nürnberg 1690
- Tabulae pacis inter imperatorum Romanum, Leopoldum Magnum, et imperii Germanici Status, ab una, et Ludovicum XIV, Galliarum regno, ab altera parte [...] Gottfried Liebezeit, Frankfurt und Leipzig 1699.
- Corpus JurisVenatorio-Forestalis, Romano-Germanici, Tripartitum. Müller, Jena 1676 / Gleditsch, Leipzig 1702.
- Opuscula varia. Herausgegeben von Michael Heinrich Griebner: Tomus I, Nürnberg 1731. Digitalisat; Tomus II, Nürnberg 1732. Digitalisat